# پسر و اتمش
پسر و اتمش (A Boy and His Atom) یک فیلم کوتاه پویانمایی استاپ موشن است که در سال ۲۰۱۳ توسط شرکت پژوهشی آی‌بی‌ام در یوتیوب منتشر شد. این فیلم که ۱ دقیقه و ۳۳ ثانیه طول دارد، با حرکت مولکول‌های مونوکسید کربن در یک میکروسکوپ تونلی روبشی (دستگاهی که مولکول‌ها را ۱۰۰ میلیون بار بزرگ‌نمایی می‌کند) ساخته شده است. این مولکول‌های دو اتمی برای ایجاد تصاویر جابه‌جا شدند و سپس به‌عنوان قاب‌های جداگانه برای ساخت فیلم ذخیره شدند. این فیلم در کتاب رکوردهای جهانی گینس به عنوان کوچکترین فیلم استاپ‌موشن جهان در سال ۲۰۱۳ شناخته شد.
دانشمندان شرکت پژوهشی آی‌بی‌ام (شعبه آلمادن) که این فیلم را ساختند، اتم‌ها را برای حل مشکلات محدودیت‌ ذخیره‌سازی داده‌ها جستجو می‌کنند، زیرا با بزرگ‌تر شدن تولید و مصرف بیشتر داده‌ها، روش ذخیره‌سازی داده‌ها باید کوچک‌تر شود تا به اندازه اتمی برسد. فناوری سنتی ترانزیستور سیلیکونی، ارزان‌تر، متراکم‌تر و کارآمدتر شده‌است، اما محدودیت‌های فیزیکی نشان می‌دهد که کاهش مقیاس، یک مسیر ناپایدار برای حل معضل رو به رشد Big Data است.